# Cidelândia
Cidelândia é um município brasileiro do estado do Maranhão. Sua população estimada em 2010 é de 13.593 habitantes.

## História
O município de Cidelândia foi criado em 10 de novembro de 1994.
Cidelândia originou-se da extinta Companhia Industrial de Desenvolvimento da Amazônia (CIDA), subsidiária da Superintendência de Desenvolvimento da Amazônia (SUDAM), que fazia a exploração de madeiras na região. O local onde a Companhia ergueu seu acampamento passou a ser chamado de Entroncamento da CIDA, e mais tarde, com o inicio da povoação, o batismo de Cidelândia (fusão: Cid + Lândia) pelos seus primeiros moradores, em particular, Júlio Josino e Josias Mendes.
Os pioneiros se instalaram a partir de 1969. Não existindo estrada, mas somente mata fechada, eles caminhavam a pé até a Rodovia Belém-Brasília (BR-010), o que era um grande desafio, pelos inúmeros riscos e pela presença de indígenas. Com a construção da estrada, houve grande afluência de pessoas de outras regiões em busca de melhores dias. E o núcleo se expandiu tendo como principais atividades econômicas à cultura do arroz, a extração de madeiras e a pecuária extensiva. O crescimento populacional intensificou-se ainda mais com a implantação da Estrada de Ferro Carajás. Cidelândia foi elevada à condição de município em 10 de novembro de 1994, pela Lei Nº. 6.142.

## Geografia
Localizado na Pré-Amazônia Maranhense integrante do Bioma Amazônia, o município está situado na Mesorregião do Oeste Maranhense e na Micro Região Tocantina, tem área geográfica de 1.464 km² (um mil quatrocentos e sessenta e quatro quilômetros quadrados). Veja no mapa abaixo os seguintes limites: ao Norte com o Estado do Pará; a Leste, com os municípios de Açailândia e São Francisco do Brejão; a Oeste, com o Estado do Tocantins e com o município de Vila Nova dos Martírios e ao Sul, com o município de Imperatriz.
Já, em relação à organização administrativa do Governo do Estado, o município compõe a Regional da Pré-Amazônia que integra 8 municípios, e no aspecto da jurisdição, o foro é da Comarca de Açailândia.
A Sede do município está localizada às margens da Rod. MA-125, aproximadamente 28 km distante da BR-010 (Belém-Brasília), tendo como cidades mais próximas, Vila Nova dos Martírios há 42 km; Açailândia - 53 km e Imperatriz - 72 km. A distância da capital, São Luís é de 612 km. A Estrada de Ferro Carajás (EFC) percorre em média 42 km dentro do município passando a distancia de 4 km do centro urbano. A sede municipal possui as seguintes coordenadas geográficas: -05º10’12” de Latitude Sul; -47º46’48 de Longitude Oeste de Greenwich; e 241 metros de altitude.
No que se refere ao aspecto populacional segundo o IBGE, no ano de 2010 Cidelândia contava com 13.681 habitantes, e no ano de 2014 aumentou para 14.142 habitantes. Sendo que a maioria da população encontra-se na zona rural.
Enquanto que no aspecto econômico, o município se destaca com a pecuária principalmente com a criação do gado e produção de leite, agricultura familiar (nas três áreas de assentamento) e ainda no extrativismo sustentável na Reserva Extrativista do Ciriaco e outras áreas do município.
Demografia
De acordo com o Censo Demográfico de 2022, a população de Cidelândia era de 12.878 habitantes e a densidade demográfica era de 8,8 habitantes por quilômetro quadrado. Comparando-se com outros municípios do estado do Maranhão, ficava nas posições 142 e 179 de 217.
Educação
Em 2010, a taxa de escolarização de 6 a 14 anos de idade do município de Cidelândia era de 98,9%. Comparando-se com outros municípios do estado do Maranhão, ficava na posição 7 de 217. Já o Índice de Desenvolvimento da Educação Básica (IDEB) para os anos iniciais do ensino fundamental na rede público era 4,6 e para os anos finais, 4,6.
| Taxa de escolarização de 6 a 14 anos de idade [2010]             | 98,9 %           |
| IDEB – Anos iniciais do ensino fundamental (Rede pública) [2023] | 4,6              |
| IDEB – Anos finais do ensino fundamental (Rede pública) [2023]   | 4,6              |
| Matrículas no ensino fundamental [2023]                          | 2.145 matrículas |
| Matrículas no ensino médio [2023]                                | 588 matrículas   |
| Docentes no ensino fundamental [2023]                            | 160 docentes     |
| Docentes no ensino médio [2023]                                  | 23 docentes      |
| Número de estabelecimentos de ensino fundamental [2023]          | 18 escolas       |
| Número de estabelecimentos de ensino médio [2023]                | 2 escolas        |

Fonte: IBGE
Economia
Em 2021, o PIB per capita do município de Cidelândia era de R$ 12.358,65. Comparando-se com outros municípios do estado do Maranhão, ficava nas posições 54 de 217. Já o percentual de receitas externas em 2022 era de 92,37%, o que o colocava na posição 1 de 217.
| PIB per capita [2021]                                    | 12.358,65 R$ | 12.358,65 R$ |
| Índice de Desenvolvimento Humano Municipal (IDHM) [2010] | 0,600        | 0,600        |

Fonte: IBGE
| Salário médio mensal dos trabalhadores formais [2022]                                             | 2,4 salários mínimos |
| Pessoal ocupado [2022]                                                                            | 1.118 pessoas        |
| População ocupada [2022]                                                                          | 8,68 %               |
| Percentual da população com rendimento nominal mensal per capita de até 1/2 salário mínimo [2010] | 46,5 %               |

Fonte: IBGE
Saúde

Em 2022, a taxa de mortalidade infantil média do município de Cidelândia era de 48,16 para 1.000 nascidos vivos. Já as internações devido a diarreias era de 947,4 para cada 1.000 habitantes. Comparando-se com todos os municípios do estado do Maranhão, ficava nas posições 4 e 27 de 217.